# Авіоніка

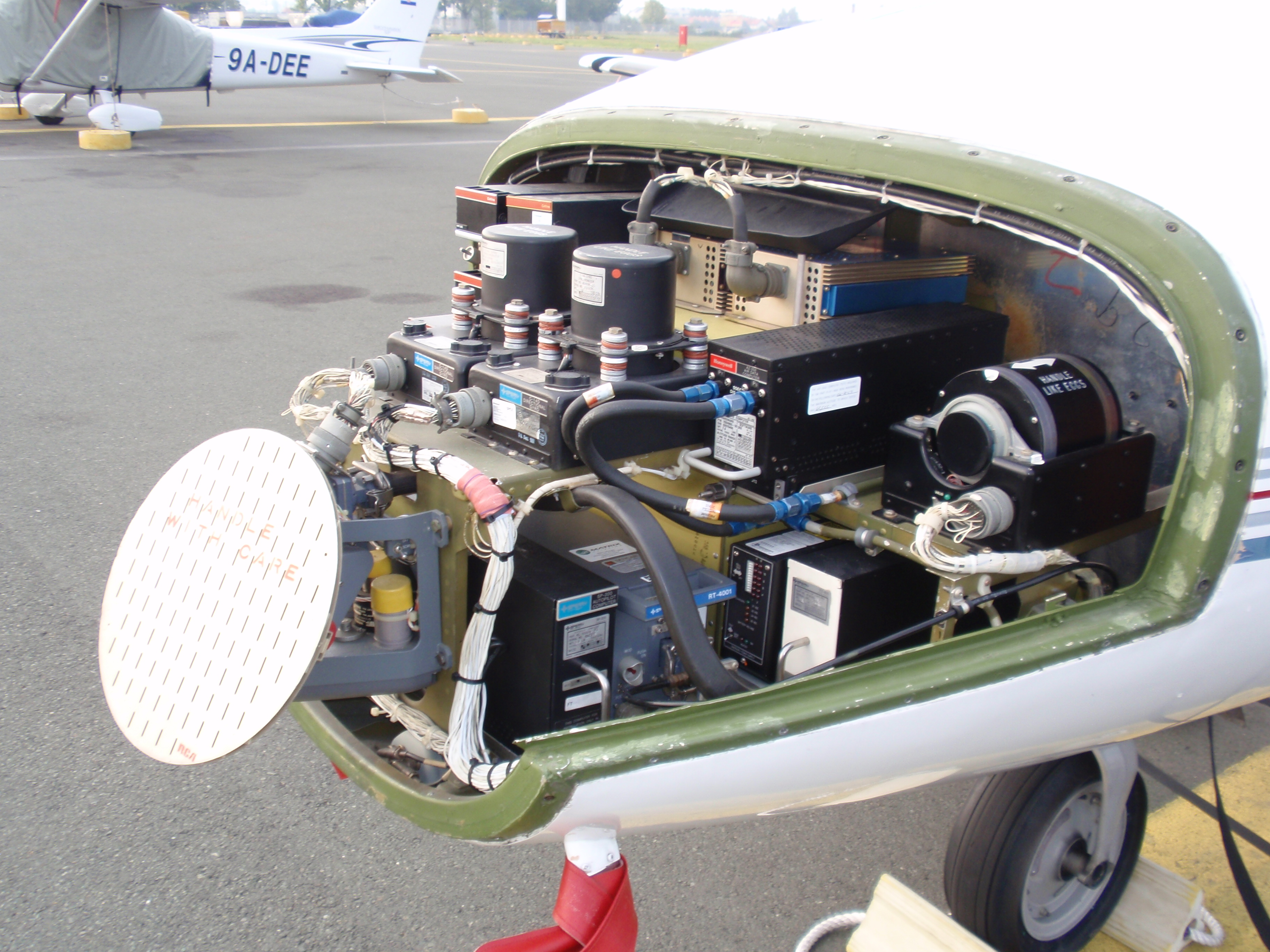
Радарне обладнання літака Cessna Citation

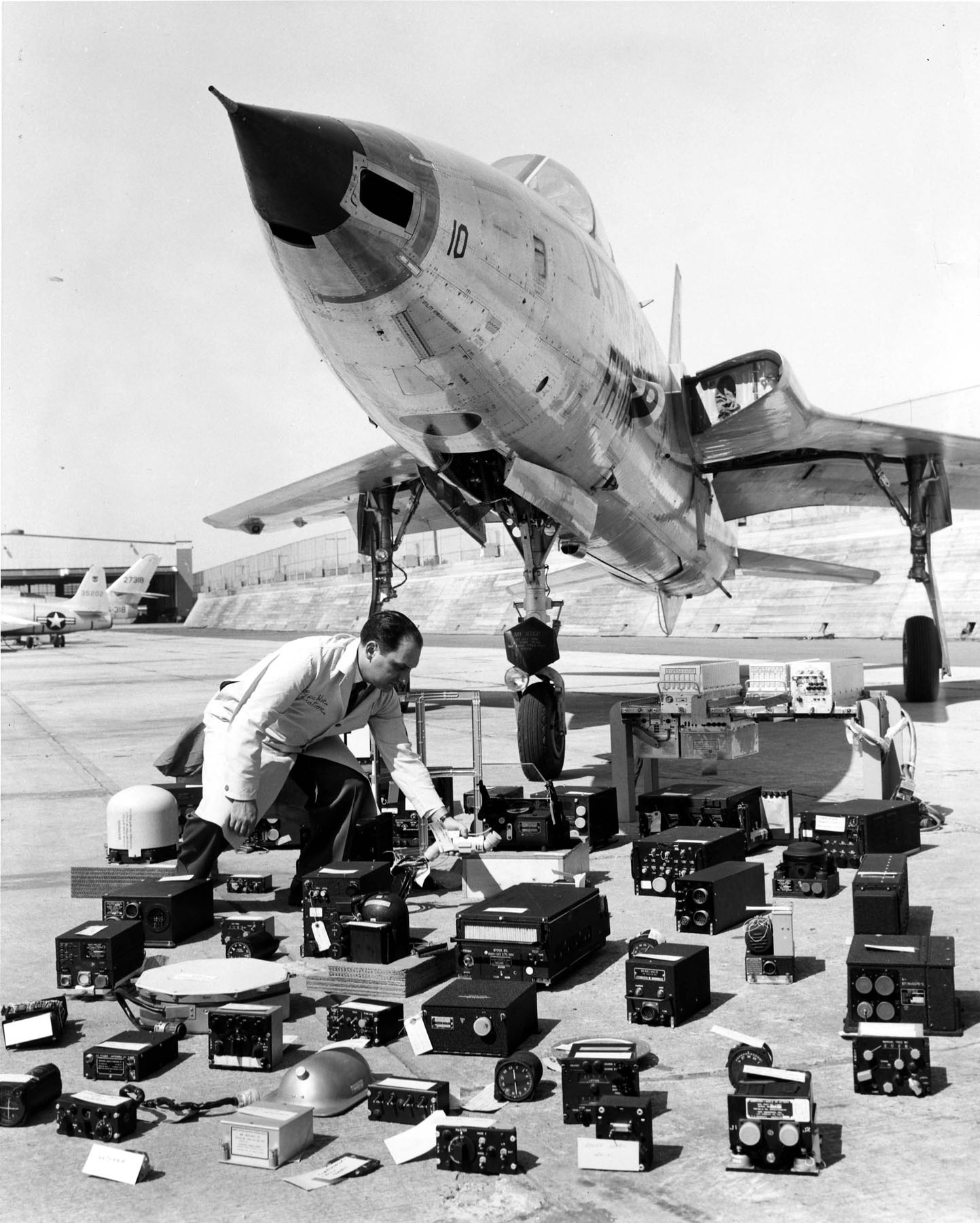
Авіоніка викладена перед винищувачем-бомбардувальником Republic F-105 Thunderchief

Авіоніка (від авіація англ. Aviation і електроніка англ. Electronics) — сукупна назва усіх електронних систем, розроблених для використання на літальних апаратах, штучних супутниках та пілотованих засобах космонавтики. На базовому рівні це системи комунікації, навігації, відображення даних і управління різними пристроями — від складних (наприклад, радара) до найпростіших (наприклад, пошукового прожектора поліцейського вертольота).

## Історія
Термін «авіоніка» з'явився на початку 1970 року, коли відбулася поява інтегральних мікроелектронних технологій і створення на їх основі компактних бортових високопродуктивних комп'ютерів, а також принципово нових автоматизованих систем контролю і управління.
Спочатку основним споживачем авіаційної електроніки були військові. Бойові літаки перетворилися на літаючі платформи для датчиків і електронних комплексів. Зараз авіоніка становить більшу частину витрат при виробництві ЛА. Приміром для винищувачів F-15E і F-14 частка витрат на авіоніку становить 80 % від загальної вартості літака. В даний час електронні системи широко застосовуються і в цивільній авіації, наприклад, системи управління польотом і пілотажно-навігаційні комплекси.

## Склад авіоніки

### Системи, що забезпечують керування літаком
- Система зв'язку
- Система навігації
- Система індикації
- Система управління польотом (FCS)
- Система попередження зіткнень
- Система метеоспостереження
- Система керування літаком
- Система реєстрації параметрів польоту (засоби об'єктивного контролю, або бортові самописці)

### Системи, що забезпечують управління системами озброєння
- Радари
- Сонари
- Електронно-оптична система
- Система виявлення цілей
- Система управління озброєнням

## Стандарти комунікації
- ВОПНВ
- AFDX
- ARINC 429
- ARINC 664
- ARINC 629
- ARINC 708
- ARINC 717
- MIL-STD-1553

## Конструктиви
- PC/104
- PC/104plus
- MicroPC

## Шини розширення
- VMEbus

## Моніторинг
«Скляна кабіна» — панель кабіни пілотів літака, що включає в себе електронні дисплеї. У традиційній кабіні встановлюється безліч механічних покажчиків для відображення інформації. У «скляній» кабіні встановлено кілька дисплеїв системи управління польотом, які можуть бути налаштовані для відображення необхідної інформації. Це спрощує управління літаком, навігацію і дозволяє пілотам сконцентруватися на найважливішій інформації. Така конфігурація затребувана авіакомпаніями, оскільки дозволяє відмовитися від бортінженера. В останні роки дана технологія набула поширення навіть на невеликих літаках.